# Святой Андрей (линейный корабль, 1721)
Святой Андрей — парусный линейный корабль 2 ранга, спущенный на воду в 1721 году.

## История строительства корабля
Заложен 3 апреля 1716 года на верфи Санкт-Петербургского адмиралтейства. Строился Ричардом Рамзом. Спущен на воду 3 февраля 1721 года, для чего в реке Неве, у места спуска корабля была специально прорублена прорубь.

## История боевой службы
Участвовал в Северной войне.
В июле и августе 1721 года корабль в составе флота выходил в практическое плавания в Финский залив до Красной горки. Во время плавания корабль показал лёгкость хода и вместе с кораблем «Астрахань» был признан одним из лучших по ходовым качествам.

## Командиры
- С 1721 по 1723 годы — Сенявин, Иван Акимович, в чине капитан-командора.